# José Musalem Saffie
José Plácido Musalem Saffie (Santiago, 30 de agosto de 1924-17 de marzo de 2019) fue un abogado y político chileno de origen árabe. Se desempeñó como diputado y senador de la República entre 1953 y 1973.

## Biografía
Hijo de Plácido Musalem Dueri y María Inés Saffie Dueri.
Estudió en el Colegio Academia de Humanidades de los Padres Dominicos; en el Instituto Andrés Bello y en el Liceo de Aplicación, establecimiento del cual egresó.
Posteriormente ingresó a la Facultad de Derecho de la Universidad de Chile en 1943, donde fue ayudante ad honorem de las cátedras de Historia constitucional de Chile y de Derecho constitucional (1944-1948). Se graduó en 1950, con una tesis titulada Los problemas de la alimentación mundial y la Conferencia de Hot Springs, jurando como abogado ante la Corte Suprema de Justicia el 4 de mayo de 1951. 
Al año siguiente, el 26 de mayo de 1949, se casó con la psicóloga Clemencia Sarquis Yazigi. Posteriormente, a mediados de la década de 1950, efectuó un Magíster en Economía y Hacienda Pública en la Universidad de Harvard.
En el ámbito laboral privado se dedicó a trabajar como abogado de firmas comerciales e industriales. En 1974 creó la firma GEMIMES, de Estudios Económicos, ocupando el puesto de gerente general y en 1977 creó la firma CRECEM Ltda. dedicada a consultorías de administración de empresas y desarrollo de ejecutivos, siendo su propietario y gerente general.
El 15 de junio de 1983 inició su actividad como notario, la cual ejerció hasta su muerte.

## Carrera política

### Inicios y primer periodo como diputado (1946-1956)
Atraído por la figura de Eduardo Cruz-Coke, el representante más destacado del social-cristianismo conservador, inició sus actividades políticas al ingresar al Partido Conservador en 1946, donde permaneció hasta 1951. Al año siguiente fundó el Partido Nacional Cristiano (PNC), donde ejerció una labor política en apoyo a Carlos Ibáñez del Campo durante la campaña presidencial de 1952, permaneciendo en su gobierno y en la presidencia de dicho partido hasta fines de 1953.
En 1953, fue elegido diputado, en representación del PNC, por la Séptima Agrupación Departamental de Santiago, Primer Distrito, integrando la Comisión Permanente de Defensa Nacional; la de Hacienda; y la de Trabajo y Legislación Social. También, durante su primer periodo legislativo, fue miembro de la Comisión Especial para Estudiar la Adquisición de Buses, entre 1953-1954 y la de Especial Investigadora de Irregularidades del Puerto de Arica, entre 1956-1957. En 1953 fue nombrado consejero de la Caja de Previsión de los Empleados Particulares y durante este periodo fue miembro del Comité Parlamentario Unido entre 1955 y 1956.

### Fundador y diputado del PDC (1957-1964)
Luego ingresó a la Falange Nacional y en 1957, cuando dicho partido se fusionó con el Partido Conservador Social Cristiano —una fracción del Partido Conservador—, se incorporó al Partido Demócrata Cristiano (PDC), donde ejerció como vicepresidente durante dos períodos.
En 1957 fue reelecto diputado por la misma Séptima Agrupación y Distrito, para el período 1957-1961. Integró la Comisión Permanente de Hacienda; la de Trabajo y Legislación Social; y la de Policía Interior y Reglamento. Fue miembro de la Comisión Especial de Industria del Cobre, 1961-1962; y de la Especial Investigadora de la Administración de la Caja Nacional de Empleados Públicos y Periodistas, 1962. En 1957 asistió como miembro de la delegación chilena, a la Conferencia Plenaria de la Unión Interparlamentaria Mundial, realizada en Río de Janeiro, e integró la Comisión Mixta de Presupuesto, el Grupo Interparlamentario Chileno, entre 1959 y 1961 y el Comité Parlamentario Demócrata Cristiano, 1961 a 1962.
En relación con su trabajo parlamentario, entre las mociones presentadas que llegaron a ser ley de la República destaca la Ley N.° 14.837 del 26 de enero de 1962 sobre el Colegio de Periodistas; la Ley N.° 12.045; y la Ley N.° 11.999 de 31 de diciembre de 1955 —conocida como «Ley de Sábado Inglés»— que modificó el Código del Trabajo para incorporar la jornada especial de trabajo el día sábado.

### Senador (1965-1973)
En 1965 fue elegido senador de la República por la Cuarta Agrupación Provincial de Santiago, para el período 1965-1973, donde integró la Comisión Permanente de Gobierno; la de Relaciones Exteriores; la de Obras Públicas; la de Minería; la de Agricultura y Colonización; la de Educación Pública. En 1965 viajó a Tacna y Arica a la Reunión Interparlamentaria Chileno-Peruana, y dos años después asistió a la 51.ª Conferencia Internacional del Trabajo celebrada en Ginebra. Posteriormente, en 1968, concurrió a la 2ª Conferencia de las Naciones Unidas sobre Comercio y Desarrollo (UNCTAD), efectuada en Nueva Delhi. Fue miembro del Comité Parlamentario Demócrata Cristiano entre 1968 y 1969.
En 1973 fue reelecto senador por la misma Cuarta Agrupación Provincial de Santiago, para el período 1973-1981, donde integró la Comisión Permanente de Hacienda y fue senador reemplazante en la Comisión Permanente de Obras Públicas. Su periodo se vio interrumpido el 11 de septiembre de 1973 por el golpe de Estado que dio inicio a la dictadura militar.
Siendo senador, presentó aproximadamente treinta y dos mociones de ley, como autor o coautor, transformándose dos de ellas en la Ley N.° 17.160, que establece un derecho a percibir subsidio por enfermedad, y la Ley N.° 17.227, que modifica la Ley N.° 14.140.

## Historial electoral

### Elecciones parlamentarias de 1961
- Elecciones parlamentarias de 1961 para la 7ª Agrupación Departamental, Santiago.[2]

(Se consideran solo diez primeras mayorías, sobre 18 diputados electos)

### Elecciones parlamentarias de 1965
- Elecciones parlamentarias de 1965 a Senador por la Cuarta Agrupación Provincial, Santiago Período 1965-1973 (Fuente: Dirección del Registro Electoral, Domingo 7 de marzo de 1965)

### Elecciones parlamentarias de 1973
- Elecciones parlamentarias de Chile de 1973 para senador por la Cuarta Agrupación Provincial, Santiago Período 1973-1981